# Comisión de Investigación de Accidentes e Incidentes de Aviación Civil

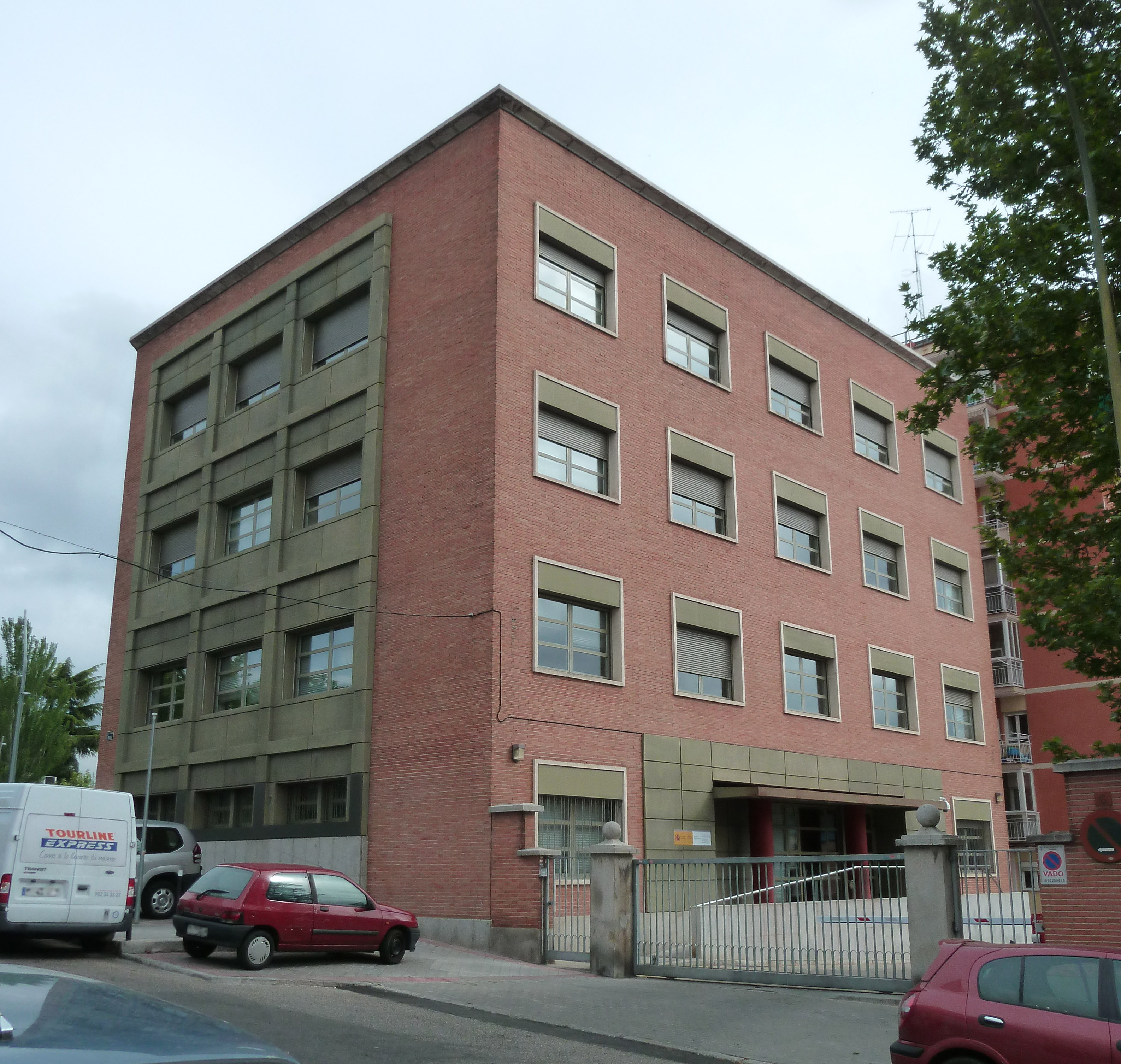
Siège de la CIAIAC, à Madrid.

La Comisión de Investigación de Accidentes e Incidentes de Aviación Civil (CIAIAC) (en français Commission d'enquête des accidents et incidents de l'aviation civile) est un organisme espagnol lié au ministère des transports publics et des transports, responsable des enquêtes sur les accidents et incidents aériens civils survenant dans le pays. Son siège est fixé à Latina, Madrid.

## Présentation
Le CIAIAC compile également des statistiques détaillés sur tous les accidents et incidents aériens en Espagne.